# Merlänna
Merlänna è un'area urbana della Svezia situata nel comune di Strängnäs, contea di Södermanland.
La popolazione risultante dal censimento 2010 era di 356 abitanti .